# Малковка
Малковка (укр. Малківка) — село в Прилукском районе Черниговской области Украины. Население — 646 человек. Занимает площадь 2,677 км². Расположено на реке Ставка (Без названия).
Код КОАТУУ: 7424185001. Почтовый индекс: 17581. Телефонный код: +380 4637.

## География
Расстояние до районного центра:Прилуки : (6 км.), до областного центра:Чернигов ( 130 км. ), до столицы:Киев ( 131 км. ).  Ближайшие населенные пункты: Сухояровка 1 км, Богдановка и Онищенков 2 км, Глинца и Тополя 3 км.

## Власть
Орган местного самоуправления — Малковский сельский совет. Почтовый адрес: 17581, Черниговская обл., Прилукский р-н, с. Малковка, ул. Франко, 37б.